# Stan Kowalski
Stan Kowalski, właśc. Bert Smith (ur. 13 października 1926 w Minneapolis, zm. 20 października 2017) – amerykański wrestler. Wraz Tinym Millsem w latach 1960–1975 tworzył zespół Murder Incorporated.

## Życiorys

### Młodość i kariera amatorska
Uprawiał wrestling i futbol amerykański w czasie nauki w North High School. W wieku 17 lat wstąpił do US Navy i w czasie II wojny światowej przez 3,5 roku służył na Pacyfiku w okrętach podwodnych. Po zakończeniu wojny wstąpił na Uniwersytet Minnesoty. Pod wpływem asystenta trenera, Joe Pazendaka, podjął treningi w uniwersyteckiej drużynie wrestlerskiej. W 1950 rozpoczął treningi w drużynie futbolu amerykańskiego Green Bay Packers.

### Kariera zawodowa
Następnie odnosił liczne sukcesy we wrestlingu. Przeniósł się do Los Angeles, gdzie trenował pod okiem Sandora Szabo. W 1955 jego promotor, Jack Pfefer, zmienił jego przydomek na „Krusher Kowalski”. Później występował wraz z kanadyjskim wrestlerem Tinym Millsem jako zespół Murder Incorporated w Kanadzie, Japonii, Australii, Nowej Zelandii i Stanów Zjednoczonych. Po zakończeniu kariery był, wraz z innym wrestlerem (Blackjackiem Danielsem), właścicielem nocnego klubu, pracował też w policji. Był znanym w Minneapolis działaczem charytatywnym, udzielał pomocy bezdomnym weteranom.

## Tytuły i osiągnięcia
- Cauliflower Alley Club
- Maple Leaf Wrestling
  - NWA Canadian Open Tag Team Championship
- NWA Mid-Pacific Promotions
  - NWA Hawaii Tag Team Championship
- NWA Minneapolis Wrestling and Boxing Club / American Wrestling Association
  - AWA World Tag Team Championship
  - NWA World Tag Team Championship